# Sphaerodactylus lazelli
Sphaerodactylus lazelli — вид геконоподібних ящірок родини Sphaerodactylidae. Ендемік Гаїті.

## Опис
Довжина гекона Sphaerodactylus lazelli (без врахування хвоста) становить 31 мм.

## Поширення і екологія
Sphaerodactylus lazelli відомі з типової місцевості, розташованої на півночі Гаїті, на південь від міста Кап-Аїтьєн. Вони живуть у помірно вологих рівнинних тропічних лісах. Відкладають яйця.

## Збереження
МСОП класифікує цей вид як такий, що перебуває на межі зникнення. Sphaerodactylus lazelli загрожує знищення природного середовища. 